# El martirio de San Sebastián (Debussy)
El martirio de san Sebastián (título original en francés, Le martyre de Saint Sébastien, L 124) es un drama sacro en cinco actos o «ventanas» con música de Claude Debussy y libreto en francés de Gabriele d'Annunzio.
Escrita en 1911, la obra, un drama sacro musical en cinco actos sobre el tema de san Sebastián, fue producida en colaboración con Gabriele d'Annunzio (que en aquel tiempo vivía en Francia para huir de sus acreedores) y diseñado como un vehículo para Ida Rubinstein. La contribución de Debussy fue una partitura a gran escala de música incidental para orquesta y coro, con partes vocales para solo (para una soprano y dos altos). Parte del material fue orquestado por Andre Caplet.
Aunque la primera producción de Gabriel Astruc fue atendida por el escándalo (el arzobispo de París pidió a los católicos que no acudieran debido a que el bailarín que interpretaba a san Sebastián era una mujer y judía), la obra no tuvo éxito y no entró en el repertorio; gracias a la partitura de Debussy, sin embargo, ha sido grabada en versiones acortadas y adaptadas varias veces, en particular por Pierre Monteux (en francés), Leonard Bernstein (cantado en francés, actuación en inglés) y Michael Tilson Thomas (en francés).
Si bien la partitura completa de Debussy aún se conserva y puede ciertamente ser interpretada en su forma original (quizá incluyendo unir la narración tomada de la obra original, si la historia no es representada), la obra es muy a menudo escuchada de esta manera. Más a menudo interpretada como una suite orquestal de cuatro movimientos realizada a partir de música extraída de la partitura y subtitulada 'Fragments Symphoniques' (Fragmentos sinfónicos). Además, también hay dos fanfarrias de metales que a veces están presentes en los fragmentos sinfónicos.

## Mystère en Cinq Actes
Siguiendo los actos en la obra original, cada sección es llamada una 'mansión'. El narrador ambienta la escena al principio de cada sección.
1. 'La Cour de Lys' (El patio de los lirios)
2. 'La Chambre Magique' (La cámara mágica)
3. 'Le Concile des Faux Dieux' (El concilio de los dioses)
4. 'Le Laurier Blessé' (El laurel herido)
5. 'Le Paradis' (El Paraíso)

## Fragments Symphoniques
1. 'La Cour de Lys' (El patio de los lirios)
2. 'Danse extatique et Final du 1.er Acte' (Danza extática y final del primer acto)
3. 'La Passion' (La pasión)
4. 'Le Bon Pasteur' (El buen pastor)

## Grabaciones
La obra se ha grabado varias veces, en formato abreviado o con la música sinfónica solamente. En 1953 apareció la primera grabación completa, por la Orquesta Sinfónica de Oklahoma City y Chorale, con los solistas Frances Yeend y Miriam Stewart, sopranos, y Anna Kaskas, contralto, dirigidos por Victor Alessandro.
Notable resulta la versión de André Cluytens (1956) con la Orchestre National de la Radiodiffusion Francaise, y la participación de Vera Korene, Henriette Barreau, Jean Marchat, Rita Gohr, Solange Michel, Jacques Eyser, Martha Angelici, Maria Casares, Mattiwilda Dobbs, Jacqueline Brumaire, Paul Guers, Lucienne Jourfier, y el coro Raymond Saint-Paul (Columbia - FCX 338 / 339 / 340).
En 1991 fue grabada digitalmente con los solistas Ann Murray, Sylvia McNair, Nathalie Stutzmann, el narrador Leslie Caron y el Coro y Orquesta Sinfónica de Londres dirigidos por Michael Tilson Thomas.